# 郡山市立薫小学校
郡山市立薫小学校（こおりやましりつ かおるしょうがっこう）は、福島県郡山市にある公立小学校。

## 概要
特設部活動
- 合唱部、合奏部、運動部

通学区域
- 深沢二丁目
- 菜根一丁目、菜根二丁目
- 鶴見坦一丁目、鶴見坦二丁目、鶴見坦三丁目
- 池ノ台（16番〜20番）
- 開成二丁目（1番）
- 菜根三丁目（2番〜4番、33番〜39番）
- 菜根四丁目（1番〜5番、23番〜25番）
- 菜根五丁目（1番〜6番、9番〜22番）

## 受賞
音楽関連
- 1966年（昭和41年）11月27日　TBC福島地区こども器楽合奏コンクール最優秀校[1]
- 1968年（昭和43年）2月17日　TBC東日本東京大会 器楽合奏コンクール最優秀校
- 1968年（昭和43年）12月8日　器楽コンクール東北大会 優秀校
- 1978年（昭和53年）10月29日　TBC福島地区こども器楽合奏コンクール最優秀校
- 1994年（平成6年）10月1日　TBC音楽コンクール合奏優秀校（東北大会出場）
- 1995年（平成7年）2月5日　声楽アンサンブルコンサート金賞（総合2位）、朝日新聞社賞
- 2005年（平成17年）2月18日　福島県教育・文化表彰（合唱部）特別功績団体賞受賞
- 2005年（平成17年）2月27日　子ども音楽コンクール全国大会（合唱部）文部科学大臣奨励賞（日本一）
- 2005年（平成17年）9月8日　NHK全国学校音楽コンクール福島県コンクール最優秀賞（東北大会出場）
- 2007年（平成19年）10月20日　TBCこども音楽コンクール東北大会 審査員特別賞（小学校合唱の部）
- 2008年（平成20年）8・9月　市合唱祭金賞、県下合唱祭金賞
- 2008年（平成20年）10月19日　TBCこども音楽コンクール東北大会 優秀賞（管楽合奏の部）
- 2008年（平成20年）11月　福島県下小中学校音楽祭（第3部創作）学校賞
- 2009年（平成21年）9月　市合唱祭金賞、県下合唱祭金賞
- 2009年（平成21年）12月13日　福島県声楽アンサンブルコンテスト金賞（福島放送賞）
- 2010年（平成22年）8・9月　市合唱祭金賞、県下合唱祭銀賞
- 2010年（平成22年）10月　TBCこども音楽コンクール東北大会 優秀賞（管楽合奏の部）
- 2011年（平成23年）12月10日　福島県声楽アンサンブルコンテスト金賞
- 2012年（平成24年）1月14日　福島県アンサンブルコンテスト金賞
- 2012年（平成24年）9月5日　県下合唱祭優秀賞
- 2012年（平成24年）11月11日　日本学校合奏コンクール2012 全国大会グランドコンテストin郡山 銀賞
- 2013年（平成25年）9月13日　TBCこども音楽コンクール東北大会出場（合唱の部）
- 2013年（平成25年）11月10日　日本学校合奏コンクール2013 全国大会グランドコンテストin千葉 金賞
- 2014年（平成26年）10月13日　NHK全国学校音楽コンクール全国コンクール（合唱）銅賞
- 2015年（平成27年）9月6日　NHK全国学校音楽コンクール東北ブロックコンクール（合唱）銀賞

スポーツ関連
- 2007年（平成19年）7月26日　第45回郡山市内小学校水泳交歓会 男子200mリレー1位（福島県第1位）
- 2007年（平成19年）10月2日　第48回郡山市内小学校陸上交歓会 男子400mリレー1位
- 2009年（平成21年）7月29日　郡山市内小学校水泳交歓会 男子200mリレー1位
- 2013年（平成25年）7月7日　全国小学生陸上交流大会予選会県大会 男子4×100mリレー 第1位

環境・美化活動
- 1979年（昭和54年）11月21日　花いっぱいコンクール 優秀賞
- 2004年（平成16年）10月22日　第33回郡山市花いっぱいコンクール 優良賞
- 2004年（平成16年）10月30日　福島県学校緑化コンクール 福島県森林組合連合会長賞
- 2005年（平成17年）10月7日　郡山市花いっぱいコンクール 最優秀賞
- 2005年（平成17年）10月22日　福島県学校関係緑化コンクール 県林業会長賞
- 2005年（平成17年）12月1日　花いっぱいコンクール 県教育委員会教育長賞
- 2006年（平成18年）9月27日　第35回郡山市花いっぱいコンクール 優秀賞
- 2006年（平成18年）10月21日　第57回福島県学校関係緑化コンクール 県林業協会長賞
- 2006年（平成18年）11月28日　第39回花いっぱいコンクール 県緑化委員会理事長賞
- 2007年（平成19年）12月4日　第40回福島県花いっぱいコンクール 福島県知事賞
- 2010年（平成22年）11月　花いっぱいコンクール 特選・福島県緑化推進委員会会長賞

## 主な出身者
- 佐藤徹哉（福島県議会議員）[2]